# Henk Houwaart junior
Henk Houwaart (* 1. März 1967 in Brügge; † 26. April 2008; auch Henkie Houwaart) war ein belgischer Fußballspieler. Er war als Profi in der Ersten Division beim Club Brugge aktiv, mit dem er 1988 Belgischer Meister wurde. Mit 41 Jahren erlag er den Folgen eines metastasierten Osteosarkoms.

## Karriere
Houwaart war der Sohn des ehemaligen niederländischen Nationalspielers Henk Houwaart. Er spielte bereits in der Jugend des Club Brugge und wurde 1984 dort Profi. Sein Vater war Trainer des Club, als der Stürmer mit 18 Jahren dort sein Erstligadebüt gab: er wurde am 5. Mai 1985 im Lokalderby bei Cercle Brugge in der 89. Minute für Luc Hinderyckx eingewechselt. Am Anfang der Saison 1985/86 kam der junge Houwaart einige Male zum Einsatz, konnte sich aber gegen die Stammbesetzung des Sturms mit Jean-Pierre Papin, Marc Degryse und Willy Wellens nicht durchsetzen. Erst im Frühjahr 1986 stand er wieder im Kader und konnte, nachdem er zunächst einige Male auf der Bank bleiben musste, im Spiel bei Royal Antwerpen am 16. Februar 1986 mit dem Ausgleich zum 1:1-Endstand sein erstes Tor erzielen. Im gewonnenen Pokalwettbewerb kam er in dieser Saison in drei Spielen zum Einsatz und gab in der ersten Runde des UEFA-Pokals gegen Boavista Porto sein internationales Debüt für den Club. Doch auch in den folgenden zwei Spielzeiten konnte Houwaart sich nicht als Stammspieler etablieren. Zur Saison 1988/89 wechselte er zu Beerschot, wo er eine Spielzeit blieb. Anschließend war er bei den unterklassigen Vereinen Francs Borains und FC Izegem aktiv.

### Stationen
- Club Brugge (1984–1988); 24 Spiele (4 Tore) in der Eerste Klasse, 2 Spiele im Europapokal, 5 Spiele im belgischen Pokalwettbewerb
- Beerschot (1988/89)
- Royal Francs Borains (1989–1992)
- FC Izegem (1992–?)

## Erfolge
- Belgischer Meister: 1988 (und Vizemeister 1985, 1986; mit FC Brügge)
- Belgischer Pokalsieger: 1986 (mit FC Brügge)
- Belgischer Supercupgewinner: 1986, 1988 (mit FC Brügge)